# Corti di What a Cartoon!
I corti di What a Cartoon! sono stati trasmessi negli Stati Uniti, da Cartoon Network, dal 20 febbraio 1995 al 28 novembre 1997.
In Italia sono stati trasmessi su Rai 2, all'interno del contenitore Go-Cart Mattina, dal 18 gennaio a febbraio 1999 e su Cartoon Network dal 2001.
| nº  | Serie                                  | Titolo originale                          | Titolo italiano        | Prima TV USA     | Prima TV Italia |
| --- | -------------------------------------- | ----------------------------------------- | ---------------------- | ---------------- | --------------- |
| 1a  | Le Superchicche                        | Meat Fuzzy Lumkins                        |                        | 20 febbraio 1995 | gennaio 1999    |
| 1b  | Il laboratorio di Dexter               | Changes                                   | Cambiamenti            | 26 febbraio 1995 | gennaio 1999    |
| 1c  | Yuckie Duck                            | Short Orders                              |                        | 5 marzo 1995     | gennaio 1999    |
| 2a  | Dino                                   | Stay Out!                                 | Fuori!                 | 19 marzo 1995    | 1999            |
| 2b  | Johnny Bravo                           | Johnny Bravo                              | Johnny il bullo        | 26 marzo 1995    | 1999            |
| 2c  | Sledgehammer O'Possum                  | Out and About                             | Picnic movimentato     | 2 aprile 1995    | 1999            |
| 3a  | George and Junior                      | Look Out Below                            |                        | 9 aprile 1995    | 1999            |
| 3b  | Hard Luck Duck                         | Hard Luck Duck                            |                        | 16 aprile 1995   | 1999            |
| 3c  | Shake & Flick                          | Raw Deal in Rome                          |                        | 18 giugno 1995   | 1999            |
| 4a  | The Adventures of Captain Buzz Cheeply | A Clean Getaway                           |                        | 25 giugno 1995   |                 |
| 4b  | O. Ratz with Dave D. Fly               | Rat in a Hot Tin Can                      | Vita da topi           | 2 luglio 1995    | 1999            |
| 4c  | Pfish and Chip                         | Short Pfuse                               | Squadra antibombe      | 9 luglio 1995    |                 |
| 5a  | The Fat Cats                           | Drip Dry Drips                            |                        | 16 luglio 1995   |                 |
| 5b  | George and Junior                      | George and Junior's Christmas Spectacular | Consegne di Natale     | 23 luglio 1995   | 1999            |
| 5c  | Yoink! of the Yukon                    | Yoink! of the Yukon                       | L'allievo Yoink        | 30 luglio 1995   | 1999            |
| 6a  | Yuckie Duck                            | I'm on My Way                             | Yuckie Duck infermiere | 6 agosto 1995    | 1999            |
| 6b  | Mina and the Count                     | Interlude with a Vampire                  | Mina e il conte        | 5 novembre 1995  | 1999            |
| 6c  | Mucca e pollo                          | No Smoking                                | Vietato fumare         | 12 novembre 1995 | 1999            |
| 7a  | Boid and Woim                          | Boid and Woim                             | Boid e Woim            | 1º gennaio 1996  |                 |
| 7b  | Jof                                    | Help?                                     | Aiuto?                 | 14 gennaio 1996  | 1999            |
| 7c  | Podunk Possum                          | One Step Beyond                           |                        | 21 gennaio 1996  |                 |
| 8a  | Le Superchicche                        | Crime 101                                 | Crimine 101            | 28 gennaio 1996  | 1999            |
| 8b  | Wind-Up Wolf                           | Wind-Up Wolf                              | Lupo Robot             | 4 febbraio 1996  |                 |
| 8c  | Hillbilly Blue                         | Hillbilly Blue                            | Solo aragoste          | 11 febbraio 1996 | 1999            |
| 9a  | Leone il cane fifone                   | The Chicken from Outer Space              | Il pollo spaziale      | 18 febbraio 1996 | 1999            |
| 9b  | Pizza Boy                              | No Tip                                    | Niente mancia!         | 25 febbraio 1996 | 1999            |
| 9c  | Gramps                                 | Gramps                                    | Invasione spaziale     | 3 marzo 1996     | 1999            |
| 10a | Il laboratorio di Dexter               | The Big Sister                            | La grande sorella      | 10 marzo 1996    | 1999            |
| 10b | Bloo's Gang                            | Bow-Wow Buccaneers                        |                        | 17 marzo 1996    |                 |
| 10c | Johnny Bravo                           | Jungle Boy in Mr. Monkeyman               |                        | 9 ottobre 1996   | 1999            |
| 11a | Godfrey & Zeek                         | Lost Control                              |                        | 16 ottobre 1996  |                 |
| 11b | Tumbleweed Tex                         | School Daze                               |                        | 23 ottobre 1996  |                 |
| 11c | Buy One, Get One Free                  | Buy One, Get One Free                     | Paghi uno prendi due   | 30 ottobre 1996  |                 |
| 12a | The Kitchen Casanova                   | The Kitchen Casanova                      |                        | 6 novembre 1996  |                 |
| 12b | The Ignoramooses                       | The Ignoramooses                          |                        | 13 novembre 1996 |                 |
| 12c | Johnny Bravo                           | Johnny Bravo and the Amazon Women         |                        | 1º gennaio 1997  | 1999            |
| 13a | Pfish and Chip                         | Blammo the Clown                          | Blammo il clown        | 8 gennaio 1997   |                 |
| 13b | Awfully Lucky                          | Awfully Lucky                             | Troppa fortuna!        | 15 gennaio 1997  | 1999            |
| 13c | Strange Things                         | Strange Things                            |                        | 22 gennaio 1997  |                 |
| 14a | Snoot's New Squat                      | Snoot's New Squat                         |                        | 29 gennaio 1997  |                 |
| 14b | Larry and Steve                        | Larry and Steve                           | Larry e Steve          | 5 febbraio 1997  | 1999            |
| 14c | Sledgehammer O'Possum                  | What's Goin' on Back There!?              |                        | 12 febbraio 1997 | 1999            |
| 15a | The Zoonatiks                          | Home Sweet Home                           |                        | 19 febbraio 1997 |                 |
| 15b | Swamp and Tad                          | Mission Imfrogable                        | Missione speciale      | 26 febbraio 1997 | 1999            |
| 15c | Dino                                   | The Great Egg-Scape                       | Un uovo in fuga        | 5 marzo 1997     | 1999            |
| 16a | Malcom and Melvin                      | Malcom and Melvin                         | Malcom e Melvin        | 26 novembre 1997 |                 |
| 16b | Tales of Worm Paranoia                 | Tales of Worm Paranoia                    |                        | 27 novembre 1997 |                 |
| 16c | Malcom and Melvin                      | Babe! He... Calls Me                      |                        | 28 novembre 1997 |                 |

## Meat Fuzzy Lumkins
- Titolo originale: Meat Fuzzy Lumkins
- Diretto da: Craig McCracken
- Scritto da: Craig McCracken

### Trama
Le Superchicche combattono per fermare il piano di Bebo Bestione di trasformare ogni cosa in carne.
- Note: primo episodio pilota de Le Superchicche.

## Cambiamenti
- Titolo originale: Changes
- Diretto da: Genndy Tartakovsky
- Scritto da: Genndy Tartakovsky

### Trama
Dee Dee e Dexter combattono trasformandosi a vicenda in animali, usando l'ultima invenzione di Dexter.
- Note: primo episodio pilota de Il laboratorio di Dexter.

## Short Orders
- Titolo originale: Short Orders
- Diretto da: Pat Ventura
- Scritto da: Pat Ventura

### Trama
Yuckie Duck lavora come cuoco e cameriere in un ristorante sporco e consegna ordini poco allettanti ai clienti esigenti.

## Fuori!
- Titolo originale: Stay Out!
- Diretto da: Joseph Barbera
- Scritto da: Stewart St. John

### Trama
L'animale domestico dei Flintstones, Dino, cerca di tenere fuori il gatto di casa per la notte.
- Note: primo episodio spin-off de I Flintstones.

## Johnny il bullo
- Titolo originale: Johnny Bravo
- Diretto da: Van Partible
- Scritto da: Van Partible

### Trama
Johnny Bravo cerca di provarci con una ragazza custode dello zoo, catturando un gorilla in fuga.
- Note: primo episodio pilota di Johnny Bravo.

## Picnic movimentato
- Titolo originale: Out and About
- Diretto da: Pat Ventura
- Scritto da: Pat Ventura

### Trama
Un opossum di nome Sledgehammer vanifica i piani di un cane di godersi una tranquilla giornata estiva all'aperto.

## Look Out Below
- Titolo originale: Look Out Below
- Diretto da: Pat Ventura
- Scritto da: Pat Ventura

### Trama
Il duo George e Junior tentano di riparare una lampadina che un piccione arrabbiato continua a rompere.
- Note: il cortometraggio è un reimmaginazione dei cartoni di George e Junior.

## Hard Luck Duck
- Titolo originale: Hard Luck Duck
- Diretto da: William Hanna
- Scritto da: William Hanna

### Trama
Dopo essersi avventurato lontano da Harley Gators, Hard Luck Duck è il bersaglio di una volpe affamata.
- Note: l'episodio riprende elementi in comune con i cartoni di Yakky Doodle.

## Raw Deal in Rome
- Titolo originale: Raw Deal in Rome
- Diretto da: Eugene Mattos
- Scritto da: George Johnson, Eugene Mattos e Michael Rann

### Trama
Una pulce di nome Flick ha un'agenda personale con un artista locale, un barboncino di nome Shake, in un ambiente anacronistico di Roma dove i due cercano costantemente di avvicinarsi.
- Note: il corto è stato candidato per essere adattato in una serie completa, tuttavia ha perso il posto contro Johnny Bravo.

## A Clean Getaway
- Titolo originale: A Clean Getaway
- Diretto da: Meinert Hansen
- Scritto da: Meinert Hansen

### Trama
Il capitano Buzz Cheeply e il suo aiutante robot, Slide, devono fuggire da un pianeta popolato dai Blubnoidi che hanno una fronte di dimensioni anormali ma un cervello di piccole dimensioni.

## Vita da topi
- Titolo originale: Rat in a Hot Tin Can
- Diretto da: G. Brian Reynolds
- Scritto da: G. Brian Reynolds e Russ Harris

### Trama
Un topo di nome O. Ratz e il suo compagno mosca, Dave D. Fly, cercano di trovare un posto dove stare per la notte durante l'inverno in città.

## Squadra antibombe
- Titolo originale: Short Pfuse
- Diretto da: Butch Hartman
- Scritto da: Butch Hartman, Michael Rann e Eugene Mattos

### Trama
Uno squalo di nome Pfish una lince irascibile di nome Chip tentano di fermare il Metti Bombe Pazzo mentre il loro capo fa un pisolino.

## Drip Dry Drips
- Titolo originale: Drip Dry Drips
- Diretto da: Jon McClenahan
- Scritto da: Spike Brandt e Tony Cervone

### Trama
Louie ed Elmo avviano un'attività di lavanderia, aspettandosi di guadagnare dei soldi. Ricevono una richiesta dal presidente, tuttavia distruggono accidentalmente la sua tuta.

## Consegne di Natale
- Titolo originale: George and Junior's Christmas Spectacular
- Diretto da: Patrick A. Ventura
- Scritto da: Kate Barris

### Trama
George e Junior sono costretti a consegnare di persona uno dei regali di Babbo Natale dopo che non riescono a spedire una delle sue lettere.

## L'allievo Yoink
- Titolo originale: Yoink! of the Yukon
- Diretto da: Jerry Eisenberg e Don Jurwich
- Scritto da: Don Jurwich, Jerry Eisenberg e Jim Ryan

### Trama
Alla polizia a cavallo vengono rubate le uniformi, quindi Yoink e il sergente Farnsworth Farflung vengono inviati a recuperarle.

## Yuckie Duck infermiere
- Titolo originale: I'm on My Way
- Diretto da: Pat Ventura
- Scritto da: Pat Ventura

### Trama
Yuckie Duck lavora come paramedico, ma fa più male che bene ai suoi pazienti.

## Mina e il conte
- Titolo originale: Interlude with a Vampire
- Diretto da: Rob Renzetti
- Scritto da: Rob Renzetti

### Trama
Il Conte Vlad è costretto a giocare con Mina dopo un pasticcio nell'agenda riservata alle sue vittime.
- Note: episodio pilota dei cortometraggi Mina e il conte presenti nella seconda stagione di Oh Yeah! Cartoons, rendendolo l'unico cortometraggio ad apparire in due programmi diversi.

## Vietato fumare
- Titolo originale: No Smoking
- Diretto da: David Feiss
- Scritto da: Pilar Feiss, Sam Kieth e David Feiss

### Trama
Il diavolo rapisce Pollo per aver accettato una sigaretta da lui offerta e deve essere salvato da Mucca.
- Note: episodio pilota di Mucca e Pollo. È stato candidato per un Emmy Award.

## Boid e Woim
- Titolo originale: Boid 'n' Woim
- Diretto da: Miles Thompson
- Scritto da: Miles Thompson

### Trama
Un verme di nome Mr. Woim fa l'autostop nel mezzo del deserto della California insieme a un uccello di nome Mr. Boid. Durante la guida, Woim fa schiantare l'auto di Boid e iniziano ad avere allucinazioni.

## Aiuto?
- Titolo originale: Help?
- Diretto da: Bruno Bozzetto
- Scritto da: Bruno Bozzetto

### Trama
Un gatto di nome Jof si punge il dito e viene mandato al pronto soccorso, tuttavia il personale fa più male che bene.

## One Step Beyond
- Titolo originale: One Step Beyond
- Diretto da: Joe Orrantia
- Scritto da: Joe Orrantia e Elizabeth Stonecipher

### Trama
Un opossum acquista una fattoria abbandonata con tre galline per farle deporre le uova. Si ritrova costretto a difenderle da un pollo di nome Major Portions.

## Crimine 101
- Titolo originale: Crime 101
- Diretto da: Craig McCracken
- Scritto da: Craig McCracken

### Trama
Le Superchicche aiutano i maldestri Amoeba Boys a diventare abili criminali.
- Note: secondo episodio pilota de Le Superchicche.

## Lupo Robot
- Titolo originale: Wind-Up Wolf
- Diretto da: William Hanna
- Scritto da: William Hanna

### Trama
Il lupo cattivo crea un lupo robot per tentare di ottenere finalmente i tre porcellini.
- Note: ultimo cortometraggio creato da William Hanna. I personaggi della serie I pronipoti (Jetsons) fanno un cameo durante l'episodio.

## Solo aragoste
- Titolo originale: Hillbilly Blue
- Diretto da: Butch Hartman
- Scritto da: Butch Hartman e Michael Ryan

### Trama
Crawdad Eustace è stufo di essere trattato come cibo e va con l'amico opossum Mordechai in un viaggio attraverso New Orleans.

## Il pollo spaziale
- Titolo originale: The Chicken from Outer Space
- Diretto da: John Dilworth
- Scritto da: John Dilworth

### Trama
Leone cerca di fermare i piani di un pollo alieno di invadere la Terra, mentre si trova nella fattoria dei suoi proprietari.
- Note: episodio pilota di Leone il cane fifone. L'episodio è stato candidato per un Premio Oscar.

## Niente mancia!
- Titolo originale: No Tip
- Diretto da: Robert Alvarez
- Scritto da: Robert Alvarez

### Trama
Pizza Boy deve consegnare una pizza a suo padre Kocoum in Antartide in meno di cinque minuti, altrimenti non riceverà la mancia.

## Invasione spaziale
- Titolo originale: Gramps
- Diretto da: Butch Hartman
- Scritto da: Michael Ryan e Butch Hartman

### Trama
Un nonno racconta ai suoi nipoti della sua battaglia contro gli invasori alieni.

## La grande sorella
- Titolo originale: The Big Sister
- Diretto da: Genndy Tartakovsky
- Scritto da: Genndy Tartakovsky

### Trama
Dexter impedisce alla gigantessa Dee Dee di attaccare l'intera città.
- Note: secondo episodio pilota de Il laboratorio di Dexter.

## Bow-Wow Buccaneers
- Titolo originale: Bow-Wow Buccaneers
- Diretto da: Mike Milo
- Scritto da: Mike Milo e Harry McLaughlin

### Trama
Bloo e i suoi amici cani escono di soppiatto dalle case dei loro padroni a mezzanotte per partire per un'avventura in città.

## Jungle Boy in Mr. Monkeyman
- Titolo originale: Jungle Boy in Mr. Monkeyman
- Diretto da: Van Partible
- Scritto da: Van Partible

### Trama
Il geloso re Raymond tenta di contaminare la reputazione dell'eroe Jungle Boy dopo che ha iniziato a perdere fama.
- Note: il secondo episodio pilota di Johnny Bravo.

## Lost Control
- Titolo originale: Lost Control
- Diretto da: Zac Moncrief
- Scritto da: Jason Butler Rote e Zac Moncrief

### Trama
La giraffa Godfrey e il maiale Zeek lasciano il loro zoo per recarsi in un impianto di trattamento delle acque reflue per recuperare il telecomando che hanno accidentalmente gettato nel water.

## School Daze
- Titolo originale: School Daze
- Diretto da: Robert Alvarez
- Scritto da: Robert Alvarez

### Trama
Un fuorilegge del Far West deve terminare la quarta elementare e vedersela con il suo odioso rivale di classe, Little Timmy.

## Buy One, Get One Free
- Titolo originale: Buy One, Get One Free
- Diretto da: Charlie Bean, Don Shank, Carey Yost
- Scritto da: Charlie Bean, Don Shank, Carey Yost

### Trama
Reilly prende un gatto di nome Flinch per impressionare l'amante di gatti Sophie e minaccia il gatto che se ci sarà un graffio su qualcosa mentre lui è via, lo manderà in una fabbrica di violini. Non sarà facile quando Sophie lascia a Flinch un compagno di giochi felino di nome Fix che vuole solo fare festa.

## The Kitchen Casanova
- Titolo originale: The Kitchen Casanova
- Diretto da: John McIntyre
- Scritto da: John McIntyre

### Trama
Un cuoco alle prime armi sta preparando una cena per il suo appuntamento. I guai sorgono quando il vento gira le pagine del suo libro di cucina.

## The Ignoramooses
- Titolo originale: The Ignoramooses
- Diretto da: Mike Milo
- Scritto da: Mike Milo e Harry McLaughlin

### Trama
Due alci credono di essere adottati da un ricco cacciatore grazie ai collari anti-traccia che un biologo ha messo loro addosso (pensano che siano collari per animali domestici) e scatenano il caos nella sua villa.

## Johnny Bravo and the Amazon Women
- Titolo originale: Johnny Bravo and the Amazon Women
- Diretto da: Van Partible
- Scritto da: Van Partible

### Trama
Johnny Bravo rimane bloccato su un'isola piena di bellissime donne giganti.
- Note: il terzo episodio pilota di Johnny Bravo.

## Blammo the Clown
- Titolo originale: Blammo the Clown
- Diretto da: Eugene Mattos
- Scritto da: Butch Hartman, Michael Rann e Eugene Mattos

### Trama
La squadra antibombe, Pfish e Chip affrontano un clown bombarolo di nome Blammo. I due devono quindi sorvegliare e proteggere l'orsacchiotto di peluche del capo mentre cercano di fermare il clown.

## Troppa fortuna!
- Titolo originale: Awfully Lucky
- Diretto da: Davis Doi
- Scritto da: Davis Doi

### Trama
Un ragazzo avido di nome Luther scopre una perla in grado di portare fortuna, ma che porta conseguenze. Quando Luther cerca di consegnarla al museo cittadino per dieci milioni di dollari, scopre quanto siano dure le conseguenze.

## Strange Things
- Titolo originale: Strange Things
- Diretto da: Mike Wellins
- Scritto da: Mike Wellins

### Trama
Un robot trova lavoro come custode. Deve ricordare che se c'è scritto "Non toccare", non deve toccare.
- Note: l'unico cortometraggio 3D di What a Cartoon!.

## Snoot's New Squat
- Titolo originale: Snoot's New Squat
- Diretto da: Jeret H. Ochi e Victor Ortado
- Scritto da: Jeret H. Ochi, Victor Ortado e Cynthia Parker

### Trama
Snoot, un alieno con le sembianze di una pulce, trova una nuova casa in un cane nevrotico e maniaco dell'ordine di nome Al.
- Note: un riferimento al film Forrest Gump viene fatto da Snoot quando Al scappa. Snoot si trasforma in una ragazza e urla nello stesso modo in cui Jenny urla a Forrest.

## Larry e Steve
- Titolo originale: Larry and Steve
- Diretto da: Seth MacFarlane
- Scritto da: Seth MacFarlane

### Trama
Steve, un cane senzatetto, viene adottato dallo stupido Larry (l'unico uomo che capisce i cani) e vive un disastro dopo l'altro quando Larry lo porta a fare shopping.
- Note: lo stile dell'episodio è stato ripreso per la serie animata per adulti I Griffin di Fox.

## What's Goin' on Back There!?
- Titolo originale: What's Goin' on Back There!?
- Diretto da: Pat Ventura
- Scritto da: Pat Ventura

### Trama
Sledgehammer O'Possum si ripara dal freddo in una cassetta della posta, con grande costernazione del postino Ethel che non si fermerà davanti a nulla per farlo andare via.

## Home Sweet Home
- Titolo originale: Home Sweet Home
- Diretto da: Joey Ahlbum
- Scritto da: James Giordano, Paul Parducci e R.J. Reiley

### Trama
L'orso Bill, la scimmia Knuckles e la tartaruga Shelby cercano di entrare nello zoo di Hackensack dopo essersi sentiti indesiderati in un circo.

## Missione speciale
- Titolo originale: Mission Imfrogable
- Diretto da: John Rice e Achiu So
- Scritto da: John Rice e Achiu So

### Trama
Swamp e Tad, due guardie rane che lavorano sul pianeta Marsh, vengono inviate dal re a ritirare un pacco sulla Terra.

## Un uovo in fuga
- Titolo originale: The Great Egg-Scape
- Diretto da: Joseph Barbera
- Scritto da: Joseph Barbera

### Trama
Dino si prende cura di un cucciolo di dinosauro e cerca di impedirgli di crescere.
- Note: secondo episodio pilota spin-off de Gli antenati.

## Malcolm and Melvin
- Titolo originale: Malcolm and Melvin
- Diretto da: Ralph Bakshi
- Scritto da: Ralph Bakshi

### Trama
Melvin è un perdente solitario finché non incontra Malcom, uno scarafaggio trombettista dotato di un enorme talento.
- Note: il creatore Bakshi ha rinnegato la creazione del cortometraggio al momento del rilascio.

## Tales of Worm Paranoia
- Titolo originale: Tales of Worm Paranoia
- Diretto da: Eddie Fitzgerald
- Scritto da: Eddie Fitzgerald

### Trama
Johnny è un verme pacifico e indulgente finché un essere umano non lo calpesta ripetutamente. Di conseguenza, il verme diventa paranoico e si arrabbia con la razza umana, in cerca di vendetta.
- Note: lo stile dell'episodio riprende elementi con The Ren & Stimpy Show di John Kricfalusi, il quale è elencato nei "ringraziamenti speciali".

## Babe! He... Calls Me
- Titolo originale: Babe! He... Calls Me
- Diretto da: Ralph Bakshi
- Scritto da: Ralph Bakshi

### Trama
La collaborazione di Melvin con Malcom viene compromessa dall'intrusione di un supereroe urbano. Nel frattempo, la madre di Melvin aiuta un criminale dopo essere stata impossibilitata a incontrare suo figlio.
- Note: il creatore Bakshi ha rinnegato la creazione del cortometraggio al momento del rilascio.